# Gioco tradizionale
Un gioco tradizionale è un'attività ludica, di solito a vocazione sportiva, nella quale non sia intervenuto il processo di sportivizzazione, vale a dire la trasformazione del gioco in sport moderno.
I confini tra gioco e sport sono a volte difficili da tracciare, e non tutti gli storici dello sport concordano su questo punto: alcuni autori relegano al rango di gioco tradizionale tutte le attività sportive anteriori al movimento di sportivizzazione iniziato dagli inglesi tra la fine del Settecento e la fine dell'Ottocento. Altri autori distinguono gli sport e i giochi fin dall'antichità. Per questo, quello che da alcuni viene chiamato sport è chiamato da altri gioco tradizionale. Per esempio, possiamo citare le antiche corse dei carri e la pallacorda nei secoli trascorsi, che possiedono tutte le caratteristiche moderne dello sport.
Per l'abuso del termine, molti autori ormai includono i giochi tradizionali sotto il nome di sport. Così, l'Enciclopedia dello sport (World Sport Encyclopedia) di Wojciech Liponski include al suo interno numerosi giochi tradizionali. Allo stesso modo, si parla talvolta di sport tradizionale, in contrapposizione allo sport moderno. La European Traditional Sports and Game Association, per esempio, riprende l'espressione dello sport tradizionale.
Nella Dichiarazione UNESCO 2003, detta anche Carta internazionale dei giochi e degli sport tradizionali, l'UNESCO ha stabilito che il gioco tradizionale fa parte dei Patrimoni orali e immateriali dell'umanità.